# Consett
Consett ist eine Stadt im District County Durham in der Grafschaft Durham, England. Consett liegt 18,9 km nordwestlich von Durham. Im Jahr 2001 hatte es 20.659 Einwohner.

## Söhne und Töchter der Stadt
- Wilfrid Norman Bailey (1893–1961), Mathematiker
- Jackie Armstrong (1920–2005), Jazzposaunist
- Derek William Urwin (* 1939), Politikwissenschaftler und Hochschullehrer
- Frank Clark (* 1943), Fußballspieler und -trainer
- John Robson (1950–2004), Fußballspieler
- Christopher Lowson (* 1953), Theologe, Bischof von Lincoln in der Church of England
- Rowan Atkinson (* 1955), Komiker und Schauspieler
- Barry Venison (* 1964), Fußballspieler
- Mark Clattenburg (* 1975), Fußballschiedsrichter
- John Herdman (* 1975), Fußballtrainer
- Mark Lee (* 1979), Fußballspieler
- Bev Priestman (* 1986), Fußballtrainerin